# Тушински, Абрахам Ицек
Абрахам Ицек Тушински (нидерл. Abraham Icek Tuschinski, первоначально пол. Tuszyński; 14 мая 1886, Бжезины — 17 сентября 1942, Освенцим) — нидерландский предприниматель еврейско-польского происхождения, построивший «Театр Тушинского», знаменитый кинотеатр в Амстердаме.

## Биография
В 1903 году отправился в эмиграцию в США, однако по дороге решил остаться в Роттердаме. С 1925 года — нидерландский подданный.
Первоначально работал портным. В дальнейшем стал успешным владельцем кинотеатров, открыв свои первые четыре кинотеатра (Thalia, Cinema Royal, Scala и Olympia) в 1911 году. Его самый фешенебельный кинотеатр в Роттердаме — «Большой театр» был открыт в 1928 году.
Главным успехом Тушински стал «Театр Тушинского», открывший свои двери в Амстердаме 28 октября 1921 года. Интерьер и фасад этого здания отличает смешение трёх наиболее влиятельных архитектурных стилей своего времени: Амстердамская школа, Арт деко и Югендштиль. В 1998—2002 годах была проведена реставрация здания, вернувшая ему первоначальный блеск.
Позднее были открыты кинотеатр — Grand Theater в 1923 году в Роттердаме и Roxy в Амстердаме в 1928 году.
К концу 30-х годов бизнес попал в руки немецких предпринимателей, а к 1940 г. Тушински обанкротился.
В ходе Второй мировой войны все роттердамские кинотеатры Тушински были уничтожены во время бомбардировки Роттердама 14 мая 1940 года. Сам Тушински был 1 июля 1942 года вместе со своей женой Марьям Эстера Эрлих (Mariem Estera Ehrlich) доставлен в Вестерборк — концентрационный лагерь на северо-востоке Нидерландов, а оттуда — в Освенцим, где они оба погибли.
В 2017 году было решено назвать одну из улиц Роттердама именем А.И.Тушински.